# 松前町 (愛媛縣)
松前町（日语：／ Masaki chō）是位於日本愛媛縣伊予郡的町，地處道後平原的西南部。北邊為重信川，東邊則面向瀨戶內海的伊予灘。松前町是愛媛縣內唯一沒靠山以及面向大海的港口城鎮。當地過去以漁業為主，現今因開發住宅用地而發展成為松山市的通勤城鎮。

## 歷史
在1595年至1603年期間，此地的松前城（當時亦記為「正木城」）曾經是加藤嘉明的居城，但在江戶時代後，政治中心遷移到鄰近的松山城，新建松山城後，原本城下町的居民也遷移至新的松山城，因此松山市內有同樣名為「松前町」的地區。
在平成大合併中，原先是歸劃伊予市與伊予郡轄下所有町村共同合併，但松前町沒有參與合併，成為愛媛縣內少數未參與平成合併的地方公共团体（地方政府）自治體。

### 行政區劃變遷
參見：
- 1889年12月15日：實施町村制，現在的轄區在當時分屬：伊予郡松前村、岡田村、北伊予村。
- 1922年10月31日：松前村改制為松前町。
- 1955年3月31日：松前町、岡田村、北伊予村合併為新設置的松前町。

### 變遷表
| 1889年4月1日 | 1889年 - 1926年       | 1926年 - 1954年       | 1955年 - 1989年      | 1989年 - 現在        | 現在                 |
| ------------ | --------------------- | --------------------- | -------------------- | -------------------- | -------------------- |
| 松前村       | 1922年10月31日 松前町 | 1922年10月31日 松前町 | 1955年3月31日 松前町 | 1955年3月31日 松前町 | 1955年3月31日 松前町 |
| 岡田村       |                       |                       | 1955年3月31日 松前町 | 1955年3月31日 松前町 | 1955年3月31日 松前町 |
| 北伊予村     |                       |                       | 1955年3月31日 松前町 | 1955年3月31日 松前町 | 1955年3月31日 松前町 |

## 行政

### 歷任町長
1. 鶴田義正（1955年5月 - 1963年4月）
2. 兵頭康雄（1963年5月 - 1967年10月）
3. 三原藤美（1967年12月 - 1983年12月）
4. 住田広行（1983年12月 - 1999年12月）
5. 白石勝也（1999年12月11日 - 現任）

## 交通

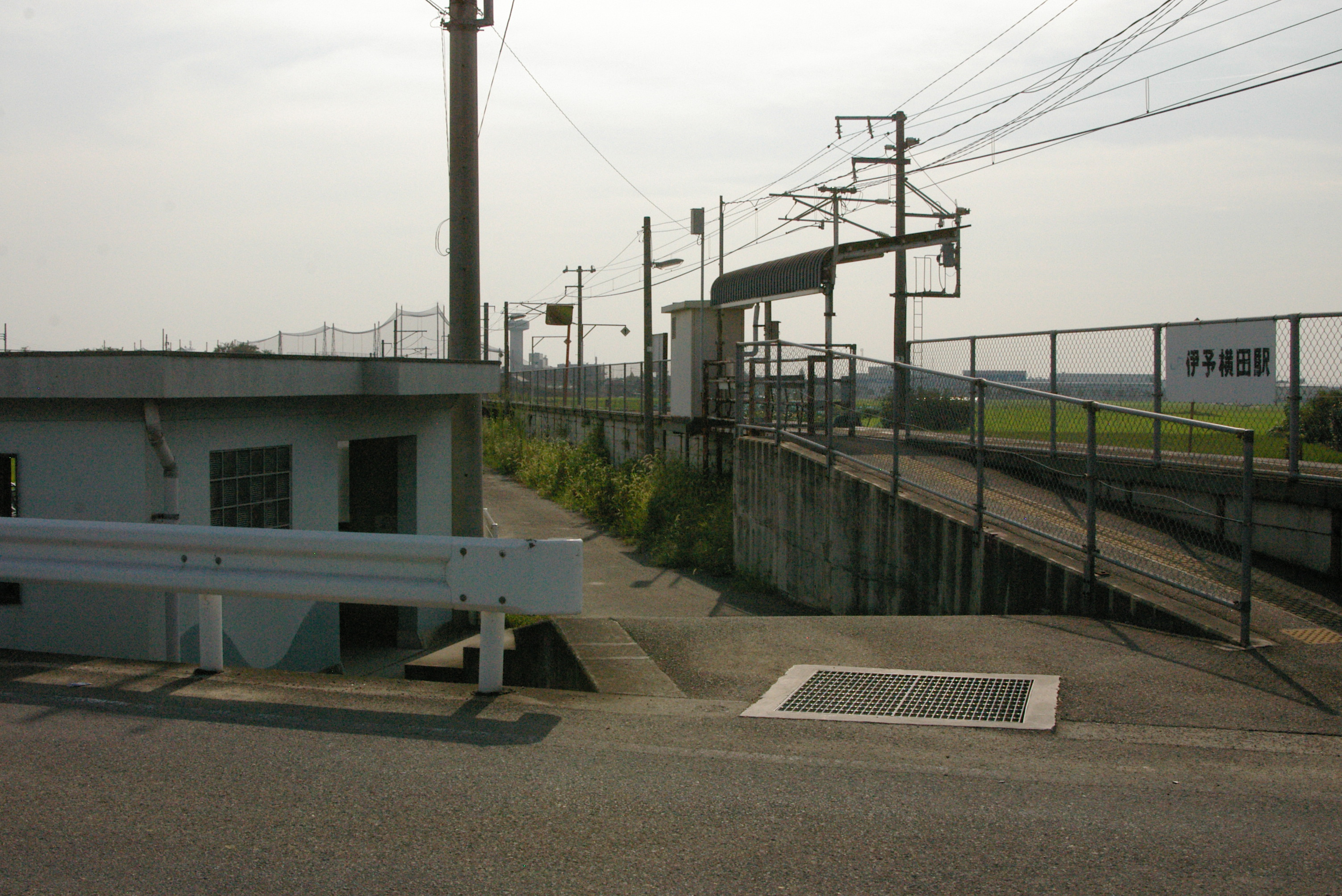
伊予横田車站

由於位於松山市與伊予市兩個大城市之間，藉由國道56號或是鐵路可連接此兩城市再轉往其他地區。

### 鐵路
- 伊予鐵道
  - 郡中線：岡田站 - 古泉站 - 松前站 - 地藏町站
- 四國旅客鐵道
  - 予讚線：北伊予站 - （通過伊予市轄區） - （松前町轄區） - （通過伊予市轄區） - 伊予横田站

### 道路
高速道路
轄區內無高速道路通過，距離市區最近的高速道路交流道為松山自動車道的松山交流道和伊予交流道。

## 觀光
- 長谷川竹友記念美術館
- 松前城遺跡
- 夫婦橋
- 松前夏祭

## 教育
高等學校
- 愛媛縣立伊予高等學校

## 姊妹、友好城市

### 日本
- 松前町（北海道松前郡）

## 本地出身之名人

### 歌手・芸能人
- 横山考：漫才師
- 片岡礼子：女演員
- 山村路直：職業棒球選手
- 今井圭吾：職業棒球選手
- 伊賀上良平：職業棒球選手
- 坪內壽夫：企業家
- 白石春樹：前愛媛縣知事
- 岛田高志郎：花样滑冰运动员